# Kaliumtetrachloroaurat(III)
Kaliumtetrachloroaurat, nach IUPAC Kaliumtetrachloridoaurat, K[AuCl4] ist eine anorganische Verbindung der Tetrachlorogoldsäure mit dem Alkalimetall Kalium.

## Eigenschaften
Kaliumtetrachloroaurat ist ein geruchsloses, gelb-oranges Pulver. Die Verbindung ist unter Normalbedingungen stabil und lichtempfindlich. Der Schmelzpunkt liegt bei ca. 300 °C. Das Kaliumsalz besitzt ein monoklines Kristallsystem mit der Raumgruppe Pc (Raumgruppen-Nr. 7). Die Gitterparameter liegen bei a = 8,671 Å, b = 6,386 Å und c = 12,243 Å, sowie β = 95,37°.

## Verwendung
In Tonbad ist unter anderem Kaliumtetrachloroaurat(III) enthalten. Die Lösung wird zur Behandlung von Albuminpapier verwendet.

## Sicherheitshinweise
Das Salz verursacht bei Kontakt mit der Haut, den Augen oder den Atemwegen Reizungen. Die Chemikalie sollte nicht verschluckt werden, da Schäden auftreten können.
Kaliumtetrachloroaurat reagiert heftig mit Ammoniak NH3, starken Oxidationsmitteln und pulverförmigen Metallen. Bei der Verbrennung des Stoffes kann unter anderem Chlorwasserstoff entstehen.